# Protocole additionnel à la Convention du Conseil de l'Europe pour la prévention du terrorisme
Le Protocole à la Convention du Conseil de l'Europe pour la prévention du terrorisme (Protocole de Riga) est un protocole du Conseil de l'Europe, qui enjoint les états signataires à limiter les flux de militants terroristes étrangers vers des zones de conflit comme la Syrie et l'Irak et d'ériger en infractions pénales un certain nombre d’actes, la participation volontaire à un groupe terroriste ou un voyage à l'étranger à des fins de terrorisme, pour une obtention d’une formation visant ce domaine, le financement et l'organisation de ces voyages.

## Adoption, signature et ratification
La Convention du Conseil de l'Europe pour la prévention du terrorisme fut élaborée lors de la convention de Varsovie en mai 2005, elle est entrée en vigueur le 1er juin 2007.

### Processus général
Le protocole a été conclu et signé le 22 octobre 2015 à Riga, en Lettonie. Tous les États membres du Conseil de l'Europe l'ont signé sauf l'Autriche, l'Azerbaïdjan, la Géorgie, l'Irlande, le Liechtenstein et la Serbie. Le protocole est entré en vigueur le 1er juillet 2017.
Le 6 juin 2016, l'Albanie devient le premier pays à ratifier le protocole et le dernier pays à l'avoir fait est l'Azerbaïdjan, le 12 avril 2024. 
| Signataire         | Signature  | Ratification | Entrée en vigueur |
| ------------------ | ---------- | ------------ | ----------------- |
| Albanie            | 17/12/2015 | 06/06/2016   | 01/07/2017        |
| Allemagne          | 22/10/2015 | 30/08/2019   | 01/12/2019        |
| Andorre            | 19/05/2017 | 18/10/2022   | 01/02/2023        |
| Arménie            | 24/01/2018 | 04/05/2022   | 01/09/2022        |
| Azerbaïdjan        | 19/05/2017 | 14/04/2024   | 01/08/2024        |
| Belgique           | 22/10/2015 | 11/05/2023   | 01/09/2023        |
| Bosnie-Herzégovine | 22/10/2015 | 29/03/2017   | 01/07/2017        |
| Bulgarie           | 10/11/2015 |              |                   |
| Chypre             | 24/04/2017 |              |                   |
| Croatie            | 26/10/2017 | 15/03/2021   | 01/07/2021        |
| Danemark           | 03/05/2016 | 03/11/2016   | 01/07/2017        |
| Espagne            | 22/10/2015 |              |                   |
| Estonie            | 22/10/2015 |              |                   |
| Finlande           | 18/05/2016 | 21/04/2023   | 01/08/2023        |
| France             | 22/10/2015 | 12/10/2017   | 01/02/2018        |
| Grèce              | 27/01/2016 |              |                   |
| Hongrie            | 31/01/2018 | 31/08/2018   | 01/12/2018        |
| Islande            | 22/10/2015 |              |                   |
| Italie             | 22/10/2015 | 21/02/2017   | 01/07/2017        |
| Lettonie           | 22/10/2015 | 11/07/2017   | 01/11/2017        |
| Lituanie           | 23/03/2016 | 26/09/2018   | 01/01/2019        |
| Luxembourg         | 22/10/2015 | 27/02/2023   | 01/06/2023        |
| Macédoine du Nord  | 18/01/2017 |              |                   |
| Malte              | 04/05/2016 |              |                   |
| Moldavie           | 21/03/2016 | 23/02/2017   | 01/07/2017        |
| Monaco             | 04/10/2016 | 04/10/2016   | 01/07/2017        |
| Monténégro         | 04/10/2016 | 06/10/2017   | 01/02/2018        |
| Norvège            | 22/10/2015 | 08/06/2023   | 01/10/2023        |
| Pays-Bas           | 01/03/2016 | 02/06/2021   | 01/10/2021        |
| Pologne            | 22/10/2015 |              |                   |
| Portugal           | 15/03/2016 | 13/03/2018   | 01/07/2018        |
| Slovaquie          | 15/11/2016 | 16/05/2019   | 01/09/2019        |
| République tchèque | 14/09/2016 | 21/09/2017   | 01/01/2018        |
| Roumanie           | 11/03/2016 |              |                   |
| Royaume-Uni        | 22/10/2015 |              |                   |
| Russie             | 27/07/2017 | 24/01/2020   | 01/05/2020        |
| Saint-Marin        | 02/07/2020 | 12/01/2021   | 01/05/2021        |
| Slovénie           | 22/10/2015 | 25/11/2019   | 01/03/2020        |
| Slovaquie          | 14/09/2016 | 16/05/2019   | 01/09/2019        |
| Suède              | 22/10/2015 | 07/09/2018   | 01/01/2019        |
| Suisse             | 22/10/2015 | 25/03/2021   | 01/07/2021        |
| Turquie            | 22/10/2015 | 13/02/2018   | /06/2018          |
| Ukraine            | 28/10/2015 | 14/09/2023   | 01/01/2024        |
| Union européenne   | 22/10/2015 | 26/06/2018   | 01/10/2018        |